# Bujda
Bujda (zapis stylizowany: BUJDA) – drugi minialbum polskiej piosenkarki Sanah. Wydawnictwo ukazało się 23 października 2020 nakładem wytwórni muzycznej Magic Records w dystrybucji Universal Music Polska.
Materiał zgromadzony na płycie składa się z ośmiu polskojęzycznych utworów. Na minialbumie pojawiły się wydane wcześniej single promocyjne: „Projekt nieznajomy nie kłamie” (medley utworów Dawida Podsiadły) i „Róże” (demo nagrane w domu podczas pandemii COVID-19). Wydawnictwo ukazało się na winylu i kasecie magnetofonowej.
Nagrania dotarły do 27. miejsca polskiej listy sprzedaży – OLiS. Wydawnictwo uzyskało status podwójnej platynowej płyty, przekraczając liczbę 60 tysięcy sprzedanych kopii.
Promocję Bujdy rozpoczęto w sierpniu 2020, wraz z premierą głównego promującego singla – „No sory”. 9 października 2020 wydany został drugi singel, „Pożal się Boże”, a kilka dni później wydano tytułowy utwór.

## Lista utworów
Opracowano na podstawie materiału źródłowego.
| Nr | Tytuł utworu                    | Słowa                             | Muzyka                                                                            | Długość |
| -- | ------------------------------- | --------------------------------- | --------------------------------------------------------------------------------- | ------- |
| 1. | „No sory”                       | Zuzanna Jurczak, Jakub Galiński   | Zuzanna Jurczak, Jakub Galiński                                                   | 4:23    |
| 2. | „Oczy”                          | Zuzanna Jurczak, Magdalena Wójcik | Zuzanna Jurczak, Jakub Galiński                                                   | 3:50    |
| 3. | „Duszki”                        | Zuzanna Jurczak, Magdalena Wójcik | Zuzanna Jurczak, Paul Whalley                                                     | 3:45    |
| 4. | „Bujda”                         | Zuzanna Jurczak, Magdalena Wójcik | Zuzanna Jurczak, Thomas Martin Leithead-Docherty                                  | 3:01    |
| 5. | „Pożal się Boże”                | Zuzanna Jurczak                   | Zuzanna Jurczak, Thomas Martin Leithead-Docherty, Edward Leithead-Docherty        | 3:36    |
| 6. | „Projekt nieznajomy nie kłamie” | Dawid Podsiadło, Karolina Kozak   | Dawid Podsiadło, Bogdan Kondracki, Bartosz Dziedzic, Dominic Buczkowski-Wojtaszek | 2:52    |
| 7. | „Róże” (demo w domu)            | Zuzanna Jurczak, Magdalena Wójcik | Zuzanna Jurczak, Jakub Galiński                                                   | 4:28    |
| 8. | „No sory” (wersja alternatywna) | Zuzanna Jurczak, Jakub Galiński   | Zuzanna Jurczak, Jakub Galiński                                                   | 4:29    |
|    |                                 |                                   |                                                                                   | 30:24   |

Uwagi:
- W utworach: „Duszki”, „Projekt nieznajomy nie kłamie” i „Róże (demo w domu)” tytuły piosenek są stylizowane na wszystkie małe litery, natomiast w singlu „Bujda” – na duże.
- Piosenka „Projekt nieznajomy nie kłamie”, jest połączeniem utworów „Project 19”, „Nieznajomy” i „Nie kłami” z repertuaru Dawida Podsiadły.
- W utworze „Oczy” występuje dialog Dawida Podsiadło.

## Pozycje na listach sprzedaży

### Pozycje na listach tygodniowych
| Kraj   | Lista (2020)           | Najwyższa pozycja |
| ------ | ---------------------- | ----------------- |
| Polska | OLiS – albumy          | 27                |
| Polska | OLiS – albumy – winyle | 3                 |

## Certyfikat
| Kraj          | Certyfikat         | Sprzedaż |
| ------------- | ------------------ | -------- |
| Polska (ZPAV) | 2× platynowa płyta | 60 000+  |